# Jan Bens
Jan Bens (* 1921 in Rotterdam, Niederlande; † 12. Mai 2012) war ein niederländischer Fußballspieler und Fußballtrainer.

## Leben
Bens kam bereits als Jugendlicher zu Feyenoord Rotterdam und bestritt als Jugendspieler 1937 ein Spiel anlässlich der feierlichen Eröffnung von De Kuip. Einige Zeit später wurde er Spieler der Ersten Mannschaft. Er bestritt bis Ende der 1940er Jahre 76 Meisterschaftsspiele und erzielte 25 Tore.
Am 6. Dezember 1942 erhielt Bens als erster Spieler Feyenoords einen Platzverweis, wobei das Besondere daran war, dass er von seinem eigenen Mannschaftskapitän des Feldes verwiesen wurde. Während eines Spiels gegen Ajax Amsterdam bekam er einen Strafstoß zugesprochen, allerdings weigerte sich Ajax-Torwart Gerrit Keizer den Ball abzugeben, worauf Bens Keizer anging. Feyenoord-Kapitän Bas Paauwe lief daraufhin zu Bens und stellte ihn wegen unsportlichen Verhaltens vom Platz.
In den 1960er Jahren war er zeitweise als Fußballtrainer tätig und war bis 1966 erster Trainer des 1964 gegründeten Vereins SC Cambuur-Leeuwarden. Nachdem er zwischen 1968 und 1970 abermals Trainer von SC Cambuur-Leeuwarden war, betreute er zwischen 1970 und 1972 als Nachfolger von Rinus Gosens, der ihn 1972 auch wieder als Trainer ablöste, den Verein Schiedamse Voetbal Vereniging als Trainer.
Bens, der fast 80 Jahre Mitglied des Vereins war, war zum Zeitpunkt seines Todes der älteste noch lebende Spieler, der in der Ersten Mannschaft von Feyenoord Rotterdam gespielt hatte.